# Gmina zbiorowa Land Wursten
Gmina zbiorowa Land Wursten (niem. Samtgemeinde Land Wursten) – dawna gmina zbiorowa położona w niemieckim kraju związkowym Dolna Saksonia, w powiecie Cuxhaven. Siedziba administracji gminy zbiorowej znajdowała się w miejscowości Dorum. 1 stycznia 2015 gmina ta została połączona z gminą Nordholz tworząc nową gminę samodzielną (Einheitsgemeinde) Wurster Nordseeküste

## Podział administracyjny
Do gminy zbiorowej Land Wursten należało siedem gmin:
1. Cappel
2. Dorum
3. Midlum
4. Misselwarden
5. Mulsum
6. Padingbüttel
7. Wremen